# نینجو
نینجو (به ژاپنی: 仁寿 Ninju) نام عصر ژاپنی (نِنگُو) بود. این عصر بعد از کاشو و قبل از سایکو قرار داشت و از آوریل ۸۵۱ تا نوامبر ۸۵۴ میلادی به طول انجامید. در طی این عصر امپراتور مونتوکو حکمران ژاپن بود.